# Gugger (Zollikon)

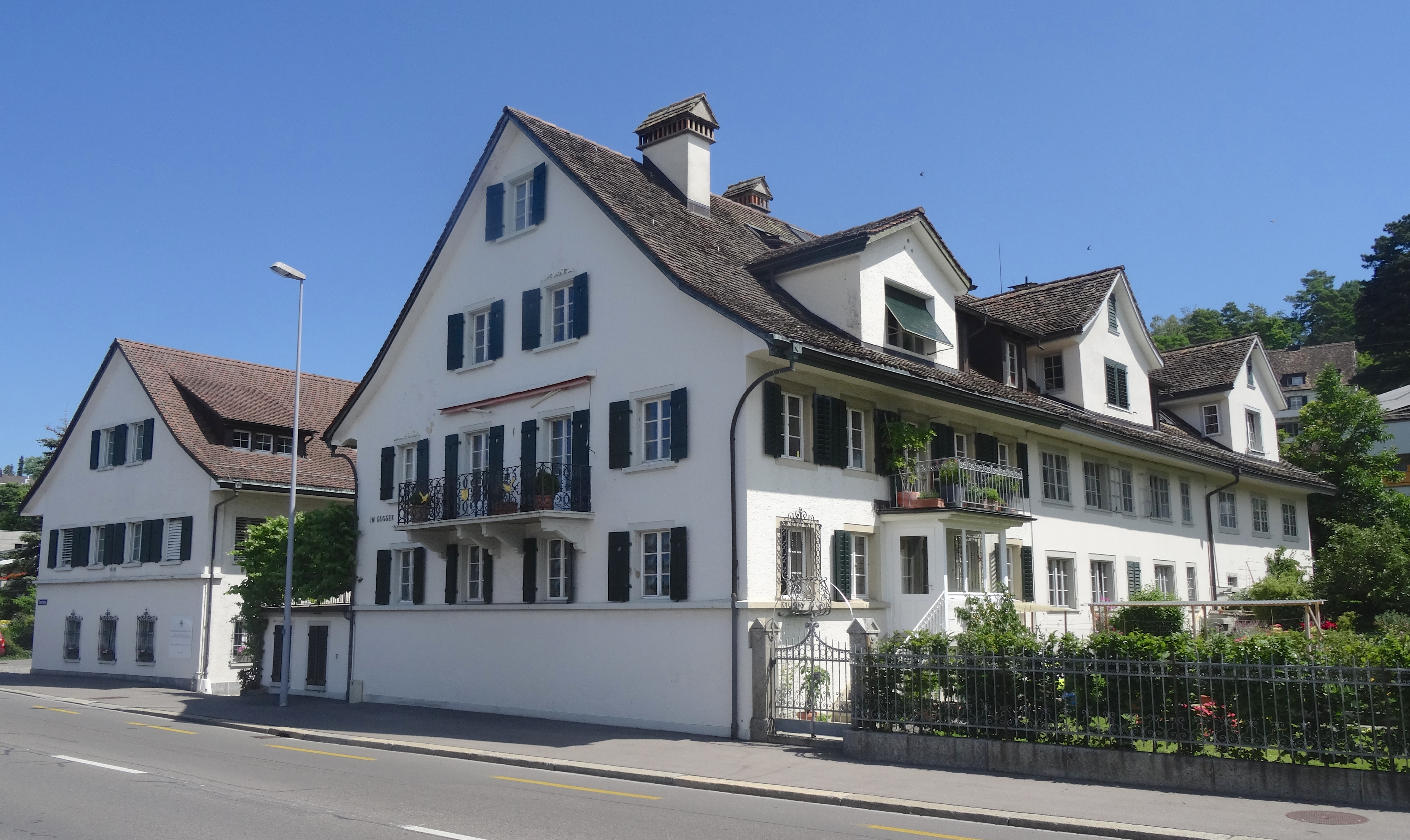
Der Gugger von Südwesten

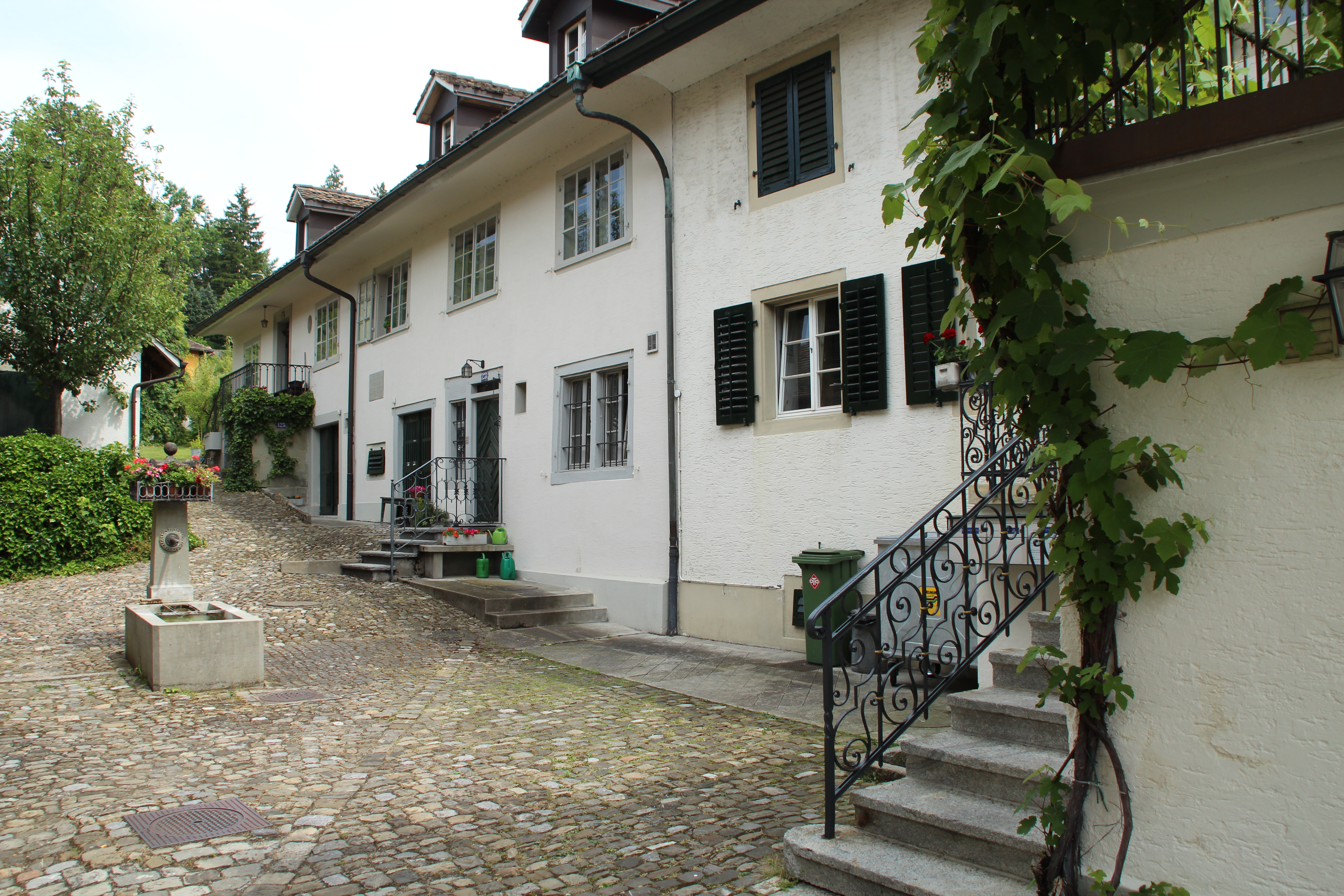
Hof zwischen den Gebäuden

Der Gugger ist eine am Zürichsee liegende Häusergruppe in Zollikon, Kanton Zürich, Schweiz. Er wird 1434 erstmals urkundlich erwähnt.

## Lage
Der Gugger besteht heute noch aus zwei Häusern. Sie stehen an der Seestrasse 119 und 121–125 an der Grenze zu Goldbach. Die Häusergruppe wurde früher «Vorderer Gugger» genannt; der «Hintere Gugger» (auch «Bubiker Gugger») stand 60 Meter weiter stadtwärts an der Stelle des ehemaligen Alters- und Pflegezentrums in Zollikon.

## Name
Woher der Name «Gugger» stammt, lässt sich nicht eindeutig belegen. Er könnte auf den Kuckuck zurückgehen, der vielleicht früher in dieser besonders oft zu hören war, oder von einer Anhöhe oberhalb der Häusergruppe stammen, von der aus man einen weiten Überblick (Ausguck) über den See hatte.

## Geschichte

### 14. bis 17. Jahrhundert

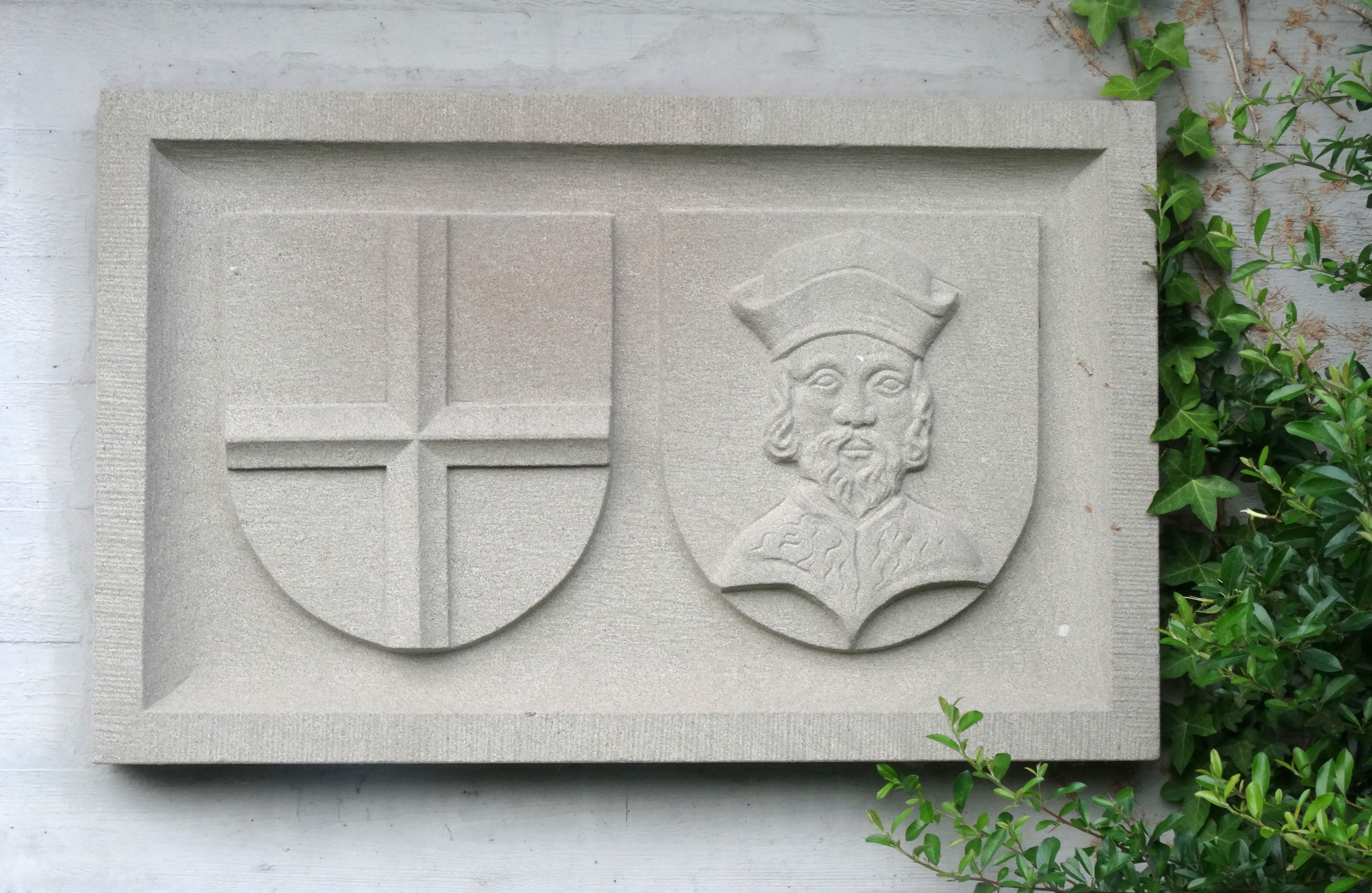
Johanniterwappen am Altersheim

Die beiden Gugger waren Bauernlehen ohne Verpflichtung zum Ritterdienst des Ritterhauses Bubikon. An das Ritterhaus erinnern heute noch die Johanniterstrasse, die vom Altersheim zur Guggerstrasse hoch führt, sowie das Johanniterwappen an einer Mauer des Heims.
In der zweiten Hälfte des 14. Jahrhunderts erwarb das Ritterhaus Rebberge in Zollikon und Küsnacht: 1376 verkauften die Zolliker Brüder Rudolf und Jakob Kienast dem „St. Johann Orden“ Land an der Goldenen Halde. In den folgenden Jahren erwarb das Haus Bubikon weitere Rebberge sowie Äcker und Wiesen in der Gegend. 1434 wird erstmals das Gut «Gugger» erwähnt, in dem eine Trotte stand, wobei es sich wohl um den Hinteren Gugger handelte. Es ist nicht auszuschliessen, dass diese Trotte mit Gebäude gleich nach dem Erwerb der Rebberge errichtet wurde. Jedenfalls entstanden die ältesten Gebäude im Gugger zwischen 1367 und 1434.
In der Urkunde von 1434 wird festgehalten, dass Heini Bühler von Zollikon, Leibeigener des Hauses Bubikon, vom Statthalter des Ritterhauses Bubikon ein Gut mit Haus, Hofstatt und Baumgarten, 5½ Jucharten Rebland sowie Äcker und Wiesen als Erblehen erhält; Rechte und Pflichte des Lehensmannes waren ausführlich geregelt. Dass es sich bei Haus und Hofstatt tatsächlich um den Vorderen Gugger handelt, wird aus einer Urkunde aus dem Jahr 1506 ersichtlich, in der ein Lehensmann sein Erblehen zur Bezahlung einer Schuld hypothekarisch belasten muss. Der Schuldschein wird ausgestellt … auf sein Erblehen, Haus, Hof und 4 Juchart Reben am Gugger gelegen und 1 Juchart Reben an der Guldinhalde (heute Goldhalde) und ½ Mannwerch Wiesen oben im Dorf Zollikon …
Die Büeler, später auch Keritz oder Keretz genannt, bewirtschafteten den Gugger bis etwa 1570. Nach dem Tod des letzten Keretz um 1570 ging der Gugger zunächst an einen Hottinger. Dieser ersetzte um 1608 auf eigene Kosten das baufällig gewordene Gebäude durch einen neuen Holzbau und nahm an, das Ritterhaus werde sich an den Ausgaben beteiligen. Das Gesuch wurde jedoch abgelehnt und Hottinger musste im Mai 1610 das Lehen aus wirtschaftlicher Not an einen Werni Bertschinger verkaufen.
Nach dem Tod Bertschingers 1639 wurde der Gugger von Mathias Bleuler (1602–1669) und seinem Sohn Heinrich (verheiratet mit Verena Kienast, gest. 1691) übernommen, die Vorfahren des Psychiaters Eugen Bleuler. Nach der Heirat deren Söhne Abraham (1654–1728) und Jacob (1657–1725) wurden die Wohnverhältnisse im Gugger knapp und so wurde um 1678 seeseitig ein Anbau erstellt.

### 18. und 19. Jahrhundert

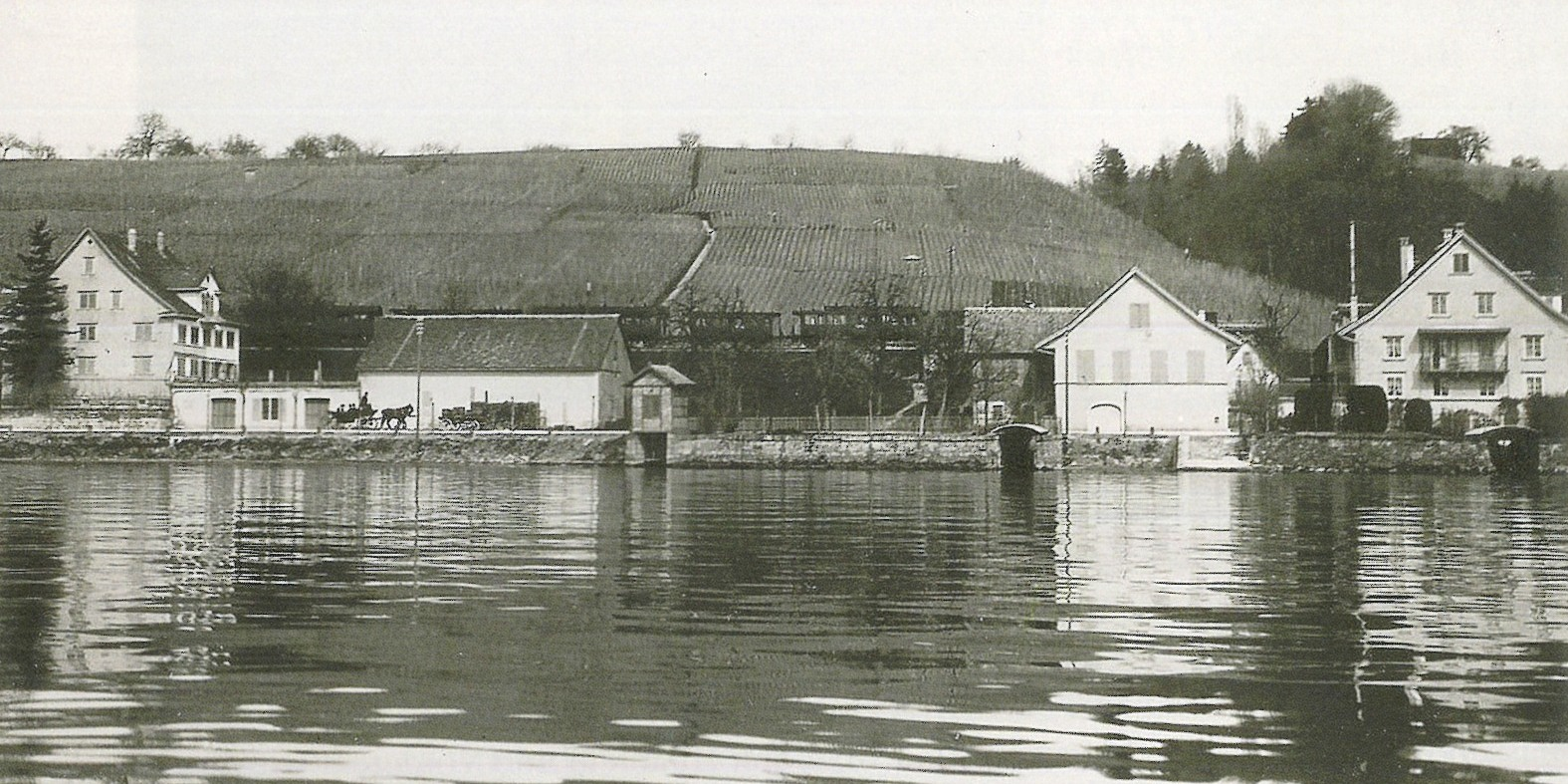
Hinterer Gugger (links) und Vorderer Gugger um 1900. In der Mitte ein Zug, links ein Pferdefuhrwerk

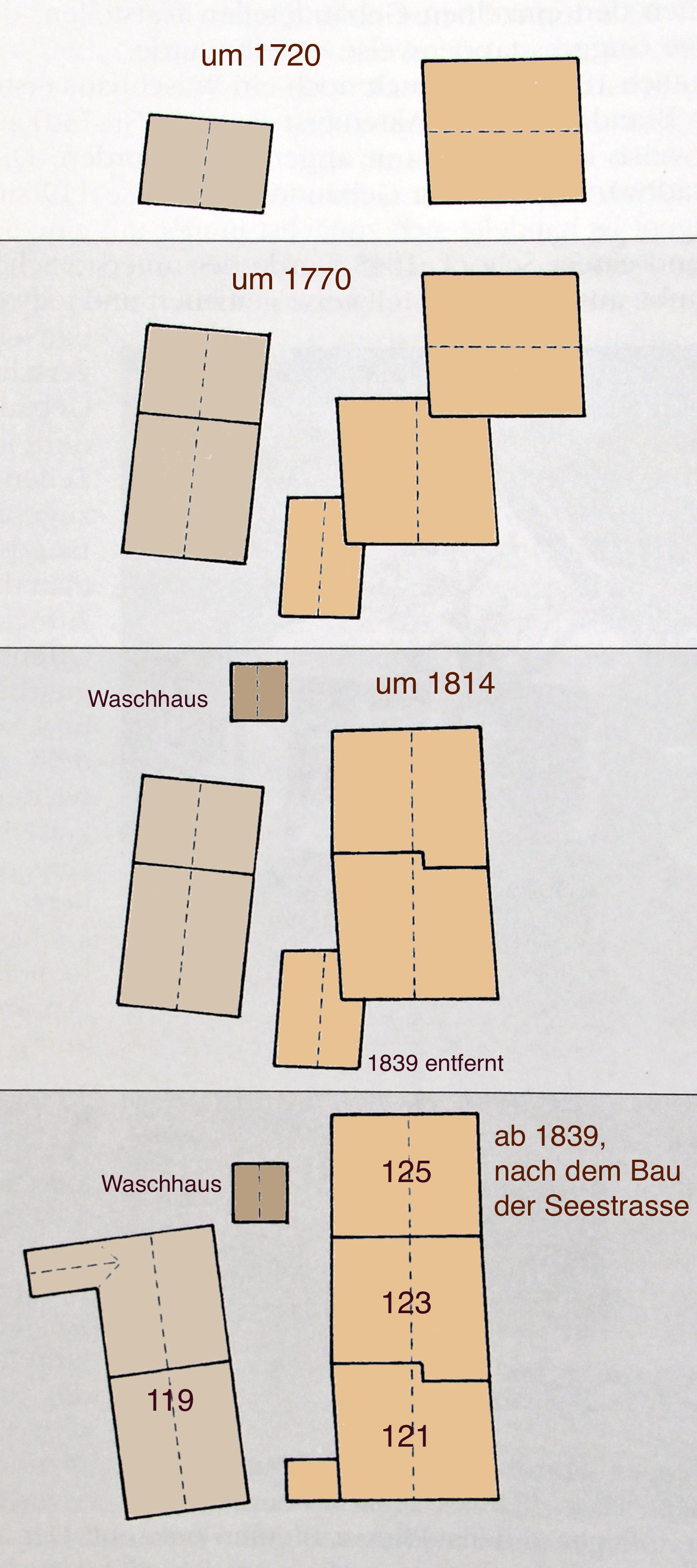
Grundrisse im Lauf der Zeit

1726 wurde nach einem längeren Briefwechsel mit den Johannitern, in denen gestritten wurde, wer was zu bezahlen habe, der Gugger um- bzw. neu gebaut. Es handelte sich um ein teilweise unterkellertes Fachwerkhaus auf steinernem Fundament, dessen Mauern teilweise vom Vorgängerbau übernommen wurden. Der Keller dieses Gebäudes besteht heute noch. Er liegt nur knapp über dem Seewasserspiegel, bei Hochwasser darunter. Die Mauerstärke beträgt unten 115 Zentimeter, weiter oben noch rund 80 Zentimeter.
1727 bezogen die beiden Ehepaaren Bleuler und ihren neun Kindern den neuen Gugger, der aus einem oberen älteren Teil und, etwas gegen Norden versetzt, einem unteren neueren Teil bestand. Deren Nachkommen bewohnen den Vorderen Gugger bis heute.
In einer Brandassekuranz-Akte aus dem Jahr 1812 erscheint erstmals ein drittes, vollständig gemauertes Gebäude, das vermutlich um 1800 auf einem Vorgängerbau errichtet worden war. In der Westecke des Hauses Seestrasse 121 stand zudem ein kleineres Fachwerkhaus, dessen Entstehungsjahr nicht bekannt ist. 1839 wurde es ersatzlos abgebrochen.
Um 1800 richtete der Metzger und Kirchenpfleger Johannes Bleuler (1777–1851) im oberen (heute mittleren) Gebäudeteil eine Weinschenke ein und bezahlte 1904 dafür eine Jahresgebühr von Fr. 36.–. Für die Jahre 1839 und 1840 wurde zusätzlich noch ein Speisepatent gelöst und im oberen Hausteil ein geräumiger Saal für Anlässe eingerichtet; offensichtlich erhofften sich die Betreiber durch den Bau der Seestrasse zahlreiche Besucher. Dies scheint jedoch nicht der Fall gewesen zu sein, denn 1843 wurde der Wirtschaftsbetrieb wieder eingestellt.
Nach dem Bau der Seestrasse 1838 stand der Gugger nicht mehr direkt am See, sondern war von diesem durch die neue Strasse getrennt. Der alte Fussweg hatte bergseitig hinter den Häusern durchgeführt, wie auf dem Zollikommer Bann ersichtlich ist.
Wann die stadtwärts gelegene Scheune (Seestrasse 119) gebaut wurde, ist nicht bekannt. 1839 stand sie dem Bau der Seestrasse im Weg. Sie wurde abgebrochen und einige Meter bergwärts und etwas gedreht wieder aufgebaut.
Vom Gugger, wie er sich heute präsentiert, ist der um 1800 gebaute mittlere Teil am ältesten. Der seeseitige Teil, Seestrasse 121, wurde 1812 abgebrochen und 1813 als Steinbau neu gebaut. Das Waschhaus entstand um 1814, der dritte, oberste Hausteil (Seestrasse 125) mit einem mehrere Meter tiefen Weinkeller wurde 1830 erbaut. Dass der Gugger etappenweise erbaut wurde, zeigen ein Absatz zwischen dem unteren und mittleren Haus sowie ein leichter Knick zwischen diesen Häusern. Um 1800, nachdem die Kommende Bubikon ihren Besitz verkauft hatte, ging der Gugger in Privatbesitz über.

#### Seidenweberei

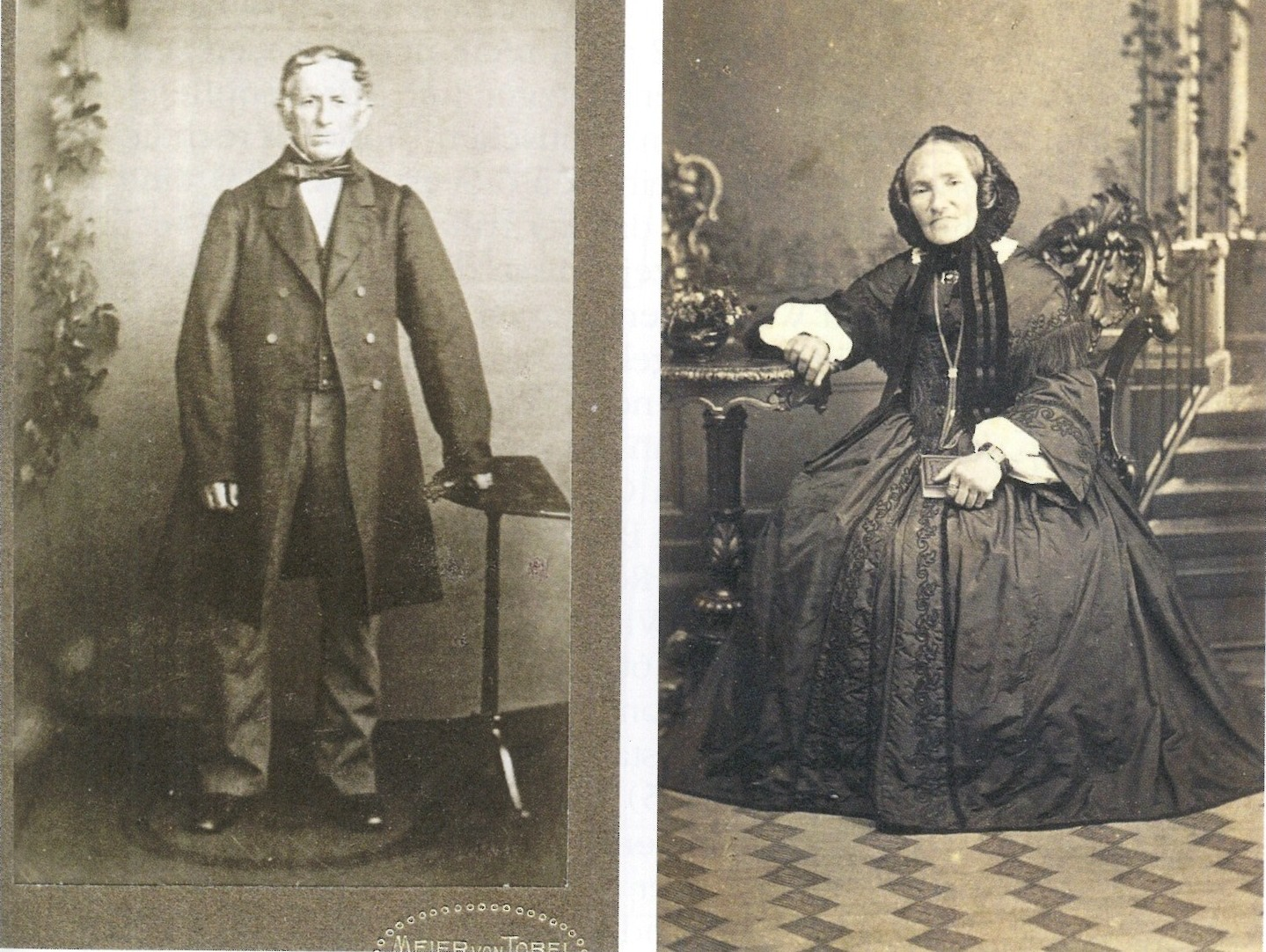
Der erste Seidenfabrikant im Gugger: Hans Rudolf Bleuler und seine Frau Anna Bleuler Oetiker

1840 übernahm der damals 25-jährige Eduard Bleuler (1815–1856) die Seidenmanufaktur seines Vaters Hans Rudolf Bleuler (1780–1839). 1845 baute er den unteren Teil der Scheune in eine Webstube um, teils gemauert, teils als Fachwerkbau.
1855 wurde dieser Hausteil durch einen ganz gemauerten Bau ersetzt, und Wilhelm Weber, ein Verwandter mütterlicherseits, stieg als Teilhaber ins Geschäft ein. Fortan nannte sich die Firma «Weber & Bleuler».
Am 25. Oktober 1856 ertrank Eduard Bleuler im Alter von 41 Jahren im Zürichsee. Der Betrieb wurde unter Wilhelm Weber weitergeführt, der 1859 Scheune und Wohnhaus Seestrasse 121 erwarb. Johann Rudolf Bleuler (1823–1898, verheiratet mit Pauline Bleuler (1829–1898)), der früher mit Seidenabfällen gearbeitet hatte und Vater des späteren Psychiatrieprofessors Eugen Bleuler, arbeitete eine Zeitlang im Betrieb mit, bevor er sich der Pflege von Reben und Obstbäumen zuwandte. Wilhelm Weber machte mit dem Seidenbetrieb Konkurs und setzte sich nach Amerika ab. Die Seidenweberei wurde vermutlich bis kurz nach 1900 betrieben.
Zehn Jahre nach Eduard Bleulers Unfalltod wurde der Besitz von einem nicht näher verwandten Jacob Bleuler (1796–1879) übernommen, der in Zollikon Schulvorstand wurde.

## 20. Jahrhundert

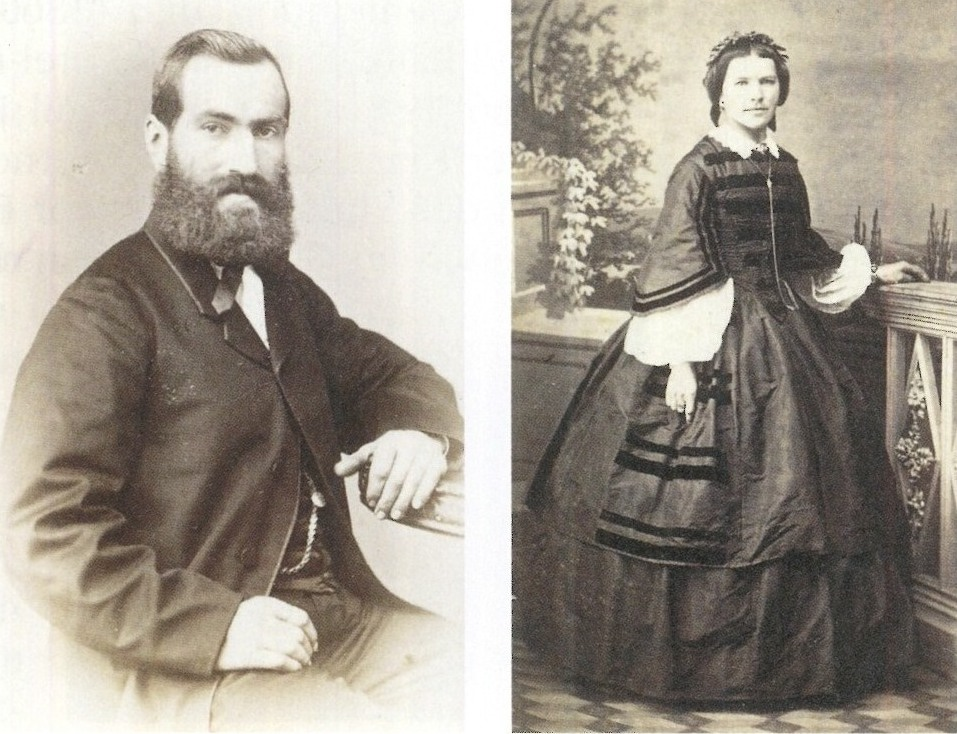
Der letzte Landwirt im Gugger Theodor Bleuler mit seiner Frau Louise Pfenninger

Jacob Bleulers Tochter verkaufte das Wohnhaus Nr. 121 im Jahr 1901 an Rudolf Wunderli-Pfrunder. Später kam es an Hans A. Schlatter-Wunderli, der in Haus und Scheune eine Fabrik für Schweissmaschinen betrieb. Damals hiess das Haus «Zur Seerose». Nach dem Zweiten Weltkrieg wurde die Produktion der Maschinen nach Schlieren verlegt, und der Sohn Hans Schlatter verkaufte das Haus Nr. 121 an den Treuhänder Elmar Birgelen, der es heute noch bewohnt.
Als letzter Landwirt bewirtschaftete Theodor Bleuler (1834–1907), Zolliker Gemeindepräsident und Mitglied des Zürcher Kantonsrats, verheiratet mit Louise Pfenninger (1831–1900), die Güter des Vorderen Gugger. Theodors Schwester war Eugens Bleulers Mutter. Die Urenkel und Ururenkel von Theodor und Louise Bleuler wohnen heute noch im Gugger und an der Guggerstrasse. Der Psychiatrieprofessor Eugen Bleuler lebte bis zum Ende seines Medizinstudiums bei seinen Eltern im Gugger, wo eine Gedenktafel an ihn erinnert.

## Der Hintere Gugger

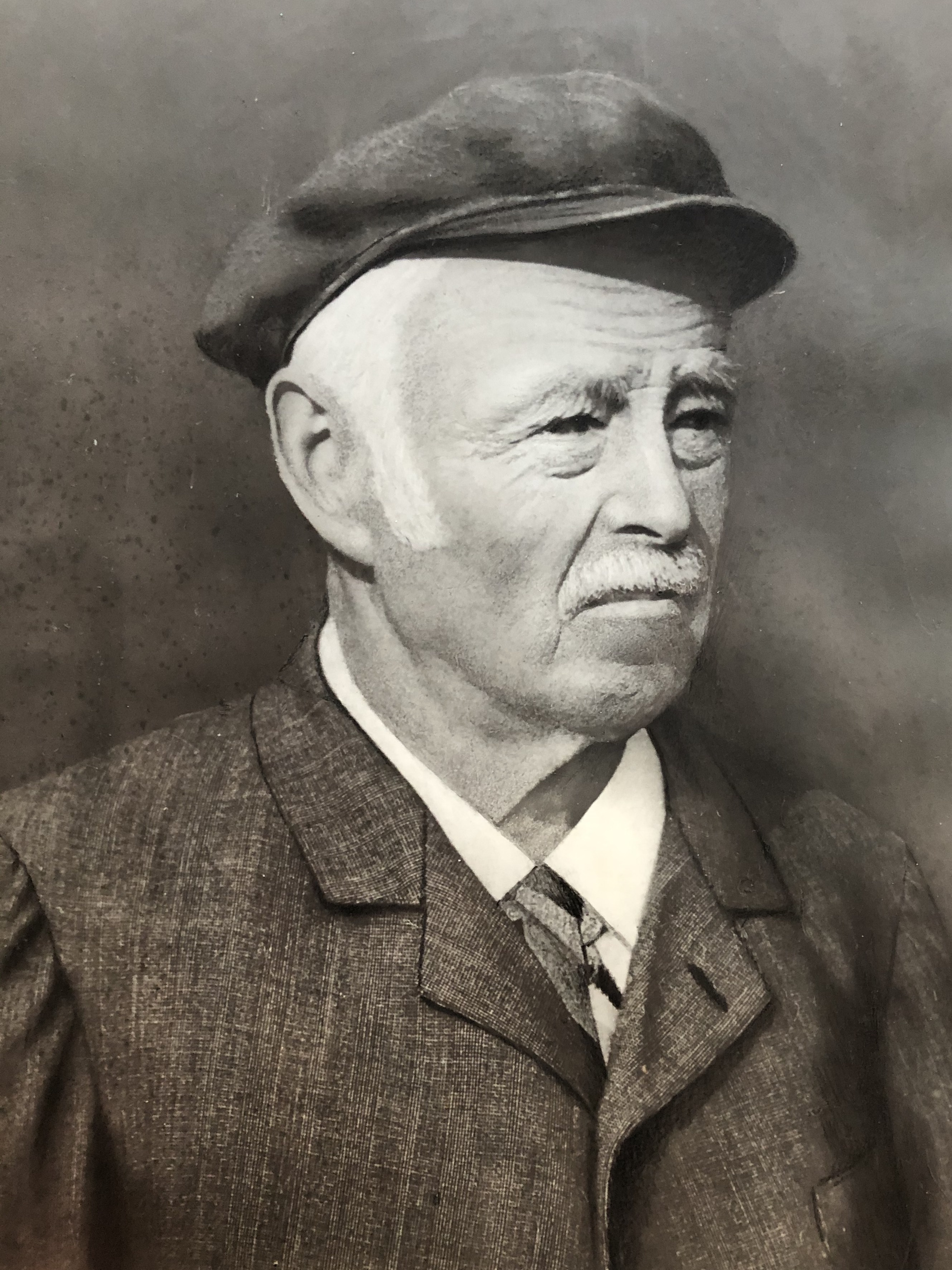
Major Hans Heinrich Ernst, der letzte private Besitzer des Hinteren Guggers

Im Gegensatz zum Vorderen Gugger, der als Erblehen verliehen wurde, handelte es sich beim Hinteren Gugger um ein Handlehen, das nur für eine bestimmte Zeit verliehen wurde und dann erneuert werden musste.
Vermutlich war der Hintere Gugger zuerst in der Hand eines Joss Meyer, der um 1373 verstarb. Die nächste Angabe stammt von 1492, als ein Lehen für einen Fritz Breitiner erneuert wurde, der es also schon vorher innegehabt haben musste. In der Reformationszeit scheint die Stadt Zürich den Hinteren Gugger übernommen zu haben, um mit seinem Ertrag den Pfarrer von Bubikon besolden zu können: Pfarrer Hans Brennwald schreibt 1527: Man git mir 13 mütt kernen, 6 malter haber 6 eimer win und 100 garben strow und den win muss ich im Gugger reichen. 1536 wurde der Hintere Gugger an das Ritterhaus zurückerstattet mit der Auflage, dafür die Besoldung des Pfarrers zu übernehmen.
1639 verlieh der Orden den Hinteren Gugger für vierzehn Jahre an Jakob Bertschinger, dessen Bruder den Vorderen Gugger bewirtschaftete. Bertschinger scheint jedoch schon vor Ablauf der Frist verstorben zu sein oder auf das Lehen verzichtet zu haben, denn 1648 wird das Gut für sechs Jahre an einen Hans Heinrich Thomann verliehen. Danach sind die Eigentumsverhältnisse verworren, denn 1713 verkauft Thomann dem Haus Bubikon unter anderem Scheune, Schweinestall und Brunnen.
Nach der Aufhebung der Kommende Bubikon im Jahr 1789 verkaufte der Grossprior Johann Josef Benedikt von Reinach Güter, Einkünfte und Herrschaftsrechte in Bubikon an den Zürcher Hans Georg Escher zu Berg am Irchel, der den Hinteren Gugger an den Zolliker Säckelmeister Hans Heinrich Ernst (1734–1793). Sein Nachkomme, der unverheiratet gebliebene Major Hans Heinrich Ernst (1842–1923), vermachte das Gut der Gemeinde Zollikon mit der Auflage, den Hinteren Gugger zu einem Alters- oder Erholungsheim auszubauen, was nach dem Tod des Majors 1923 auch geschah.
Der das Altersheim im Hinteren Gugger wurde 1969 abgebrochen, die Gebäulichkeiten waren nicht mehr zeitgemäss. An seiner Stelle baute die Gemeinde das Wohn- und Pflegezentrum «Am See».
Im Hinteren Gugger stand die letzte Trotte Zollikons, eine grosse Spindeltrotte mit einem 14 Meter langen Trottbaum und einer Spindelhöhe von fünf Metern. Sie war bis 1912 in Betrieb.

## Der Gugger auf Abbildungen

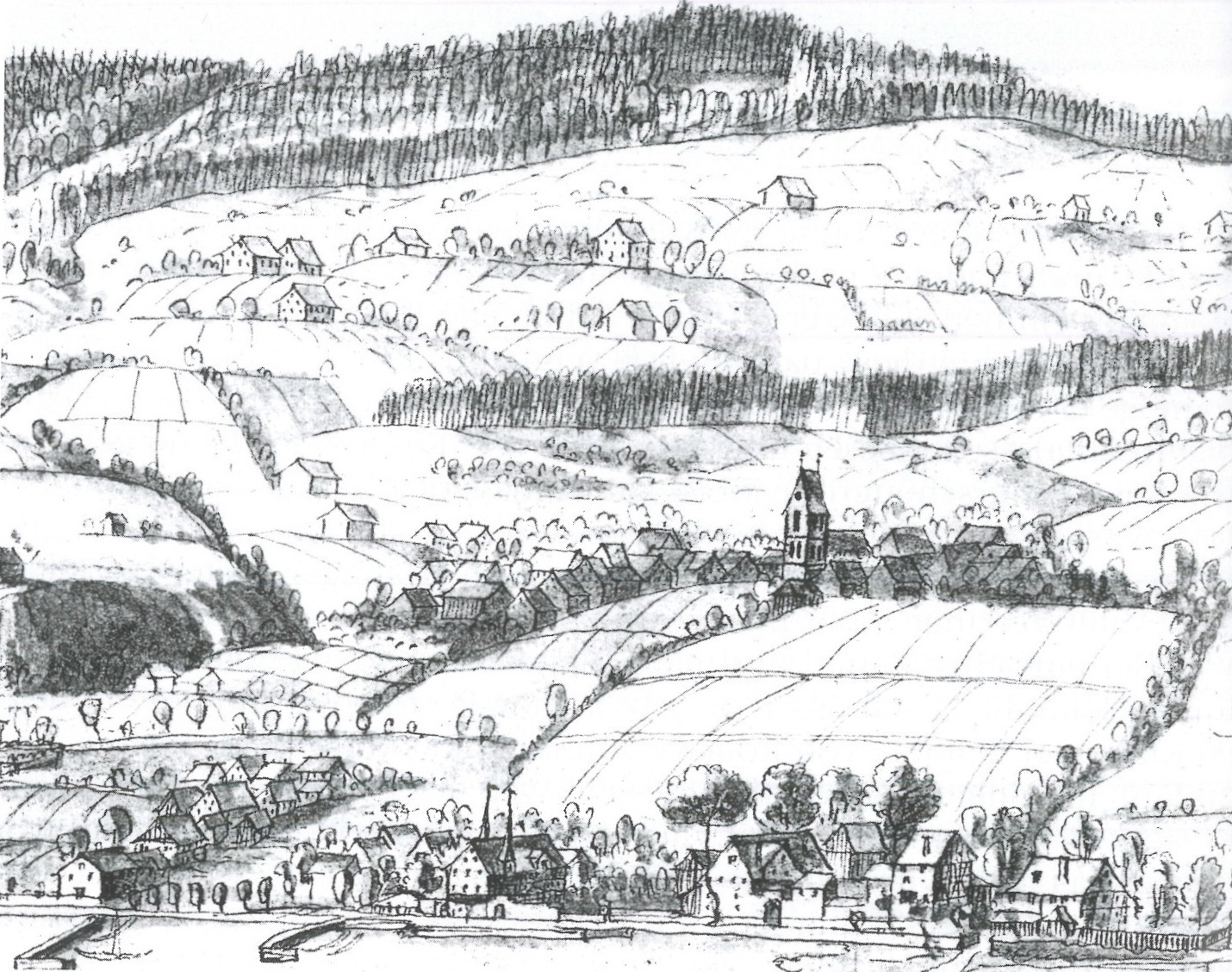
Traubenberg (Mitte) und Gugger (rechts) auf Johann Jakob Hofmanns Prospect von Statt und Zürich See, 1771

Im Gegensatz zu anderen Gebäuden in der Umgebung wie etwa dem Traubenberg oder dem Goldbacherhof in Goldbach gibt es vom Gugger keine historische Einzelabbildung.
Die älteste Darstellung, auf der unter anderem der Gugger abgebildet ist, ist das Panorama des rechten Zürichseeufers von Johann Jacob Hofmann aus dem Jahr 1772. Die Gebäude des Hinteren Guggers sind mit einer Mauer verbunden, wie es auch beim wenige hundert Meter nördlich gelegenen Traubenberg heute noch der Fall ist. Vermutlich weil Hofmann es von seinem Standpunkt aus nicht genauer erkennen konnte, lässt er den Düggelbach zwischen Hinterem und Vorderem Gugger im Zürichsee münden anstatt weiter südlich bzw. rechts des Vorderen Guggers. Zwischen den beiden Gütern lag damals eine Bootlandestelle, die wohl aus der Entfernung wie eine Bachmündung aussah. Die Gebäude sind alle zu gross dargestellt, was die Abstände zwischen ihnen zu klein erscheinen lässt. Der Vordere Gugger ist als breites Gebäude mit parallel zum Ufer verlaufendem First dargestellt. Ob er damals schon ein Fachwerkbau war, lässt sich nicht eindeutig erkennen. Noch heute weist ein Absatz zwischen den Häusern Seestrasse 121 und 123 auf die Lage eines früheren Gebäudes hin. Auf der Seeseite ist zudem ein kleines Gebäude abgebildet.
Eine weitere Darstellung findet sich im Komtursaal des Ritterhauses Bubikon, wo der letzte Statthalter Felix Lindinner Wandbilder der damaligen Johanniterhöfe erstellen liess, darunter auch eines vom Gugger. Die fälschlicherweise mit Küsnacht – Goldbach beschriftete Abbildung wird Stöffi Kuhn dem Jüngeren (1737–1792) zugeschrieben und dürfte ungefähr aus der gleichen Zeit stammen wie das von Hofmann. Es zeigt einen zwei- oder dreiteiligen Bau; der eine First verläuft parallel zum See, der andere rechtwinklig dazu. Die Scheune im Norden ist nicht dargestellt, vielleicht wurde sie aus Platzgründen weggelassen. Wie bei Hofmann weist das Gebäude zwei Stockwerke auf. Die oberen Wände waren aus Holz.

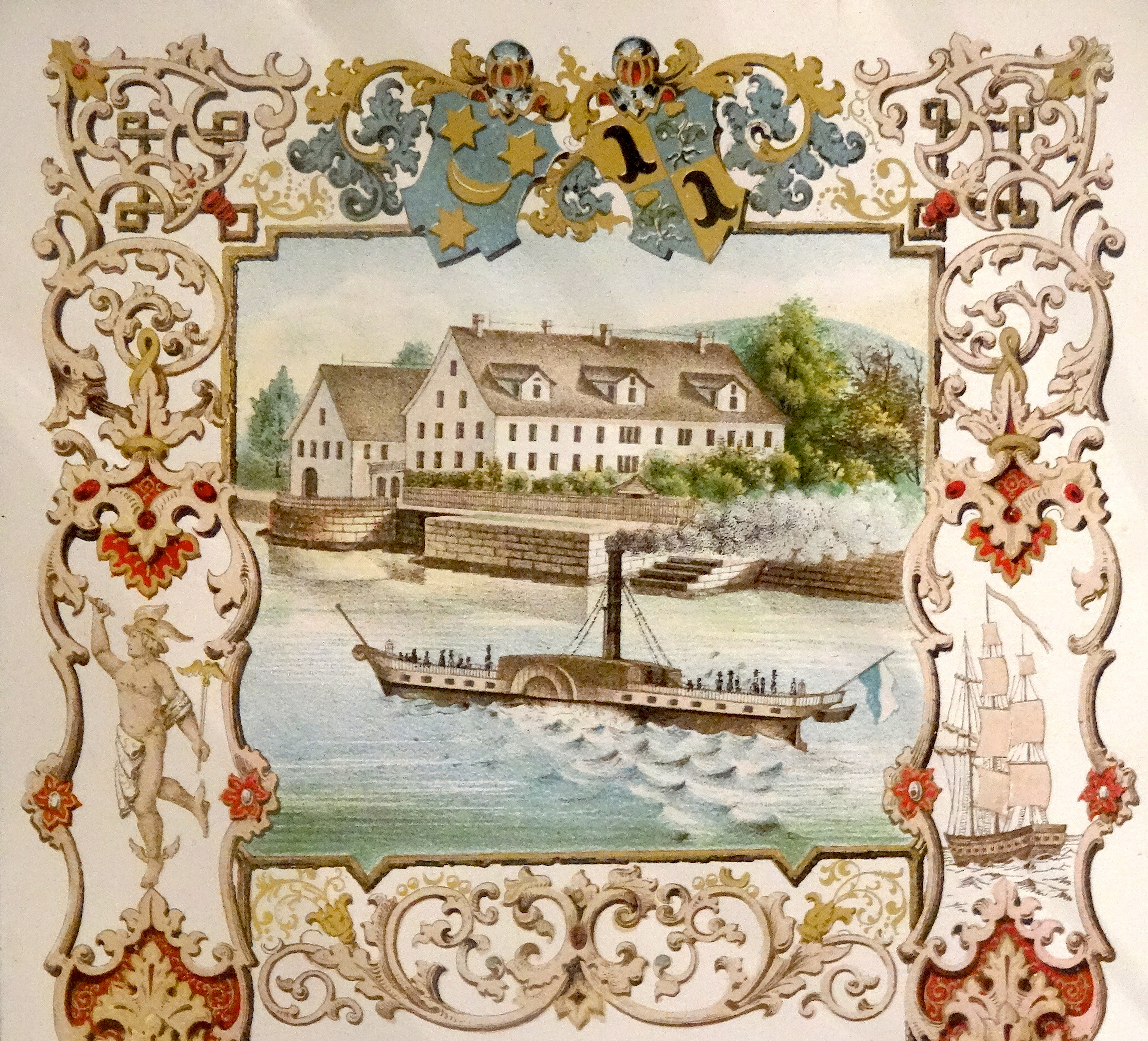
Briefkopf der Seidenfirma «Weber & Bleuler», 1855

Auch auf dem Briefpapier der Firma «Weber & Bleuler» war der Gugger abgebildet, jedoch ohne die damals schon existierende Seestrasse. Beim Dampfschiff handelt es sich um die Minerva, die 1835 erstmals auf dem Zürichsee fuhr. Zeitlich passen die abgebildeten Elemente wie Art des Mauerwerks und Gebäude jedoch nicht zusammen. So ist anzunehmen, dass die Abbildung die Firma in einem möglichst positiven Licht darstellen sollte; der Betrachter sollte vermutlich annehmen, beim Wohngebäude handle es sich um das Fabrikgebäude.
Alte Karten geben wenig her. Auf der Gygerkarte von 1667 sind am See drei Häuser in einer Reihe eingezeichnet: der Hintere Gugger. Bei einem weiteren Haus könnte es sich um den Vorderen Gugger handeln. Auf dem Zollikommer Bann von 1720 ist der Gugger als langes, in fünf Abschnitte eingeteiltes Rechteck eingezeichnet. Vermutlich wurden beide Gugger zusammengefasst. Deutlich wird, dass der Gugger unmittelbar am See stand und der Weg, der sonst direkt am See lag, hinter den Gebäuden verlief.

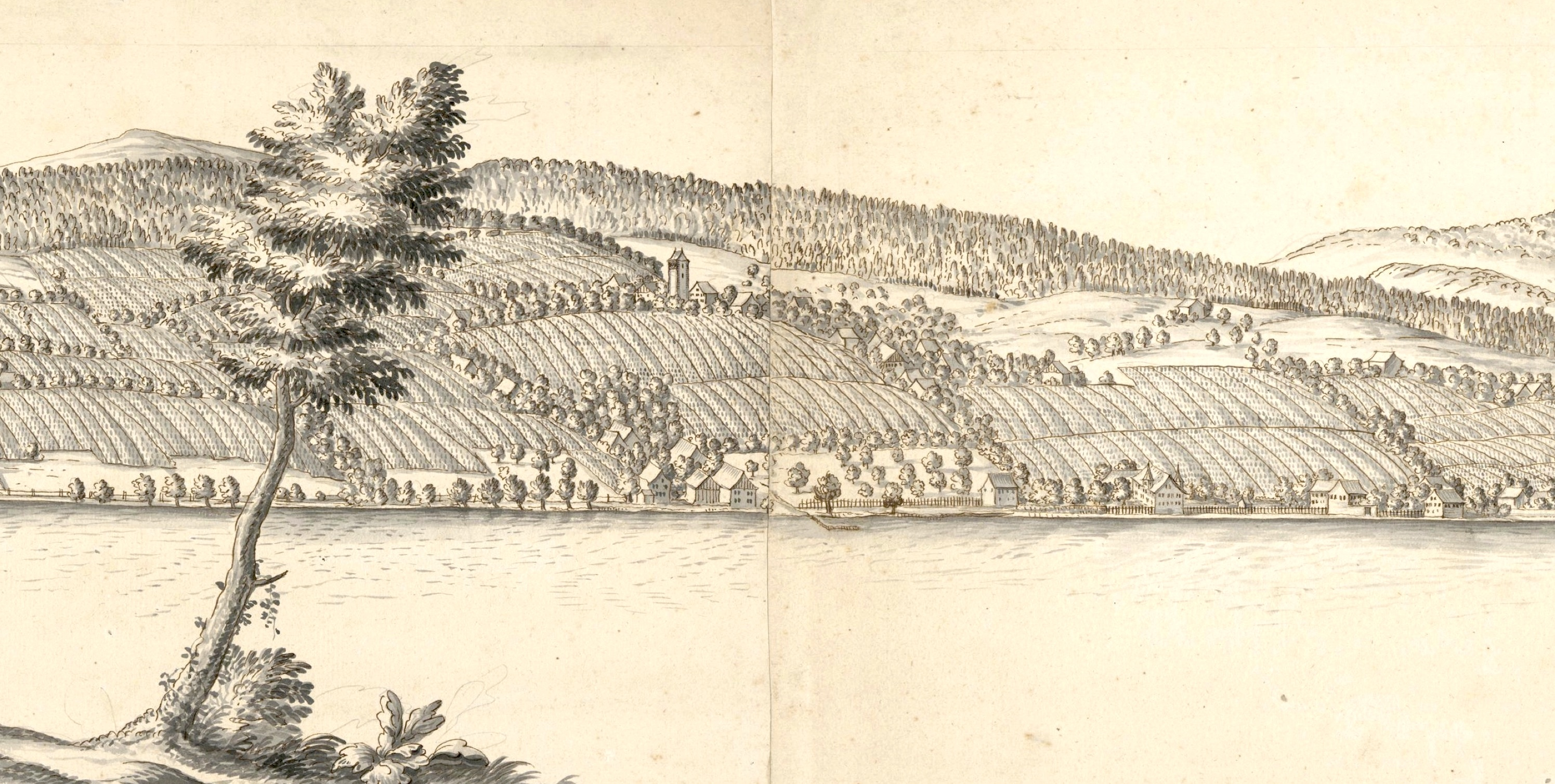
Seeufer bei Zollikon, Zeichnung von Johann Jakob Hofmann um 1772. Von links Gstaad unterhalb der Kirche, Tollen, Traubenberg, Hinterer Gugger, Vorderer Gugger.
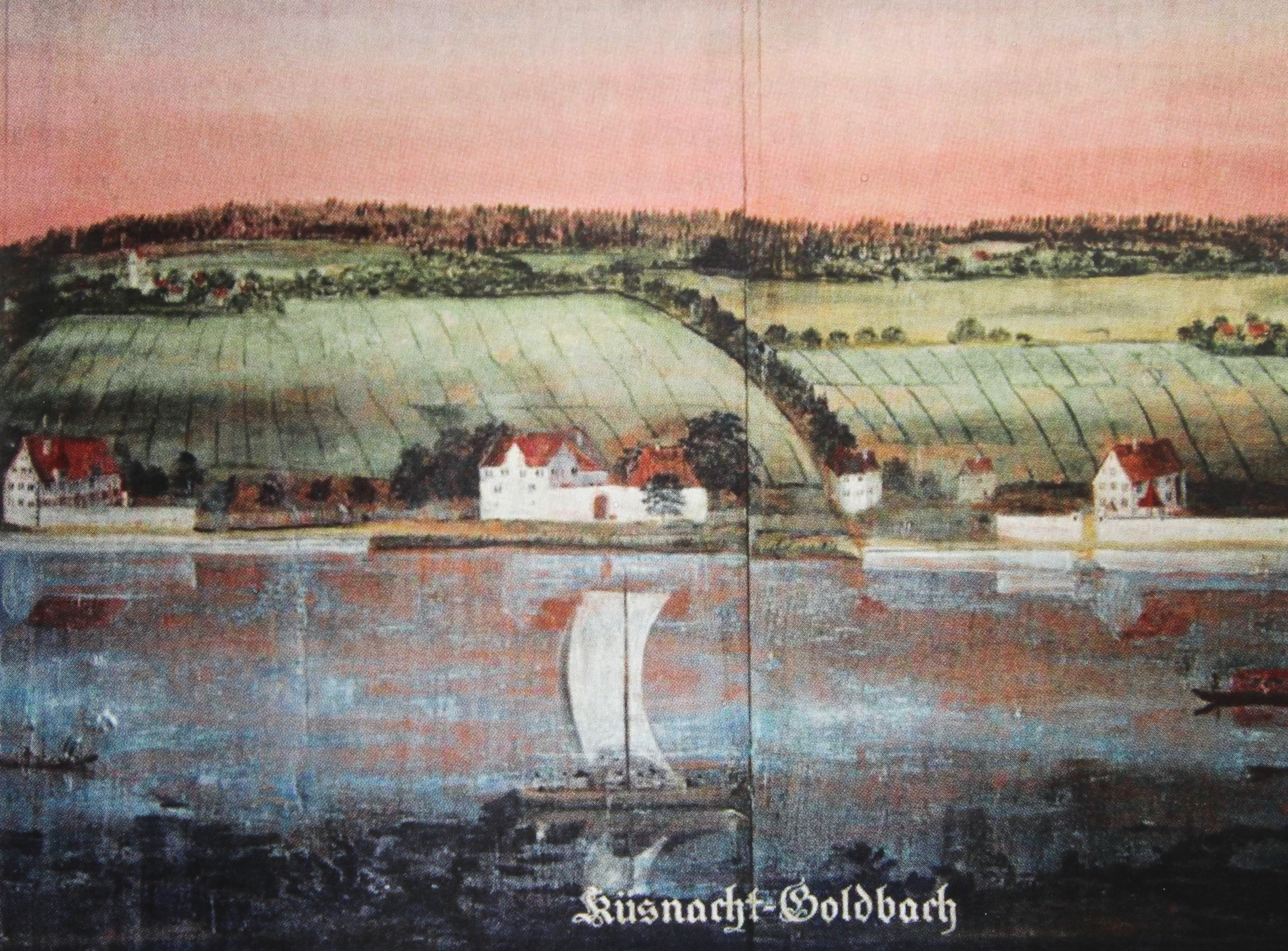
Traubenberg (links) und Gugger (Mitte). Darstellung aus dem Ritterhaus Bubikon von Stöffi Kuhn dem Jüngeren, um 1770
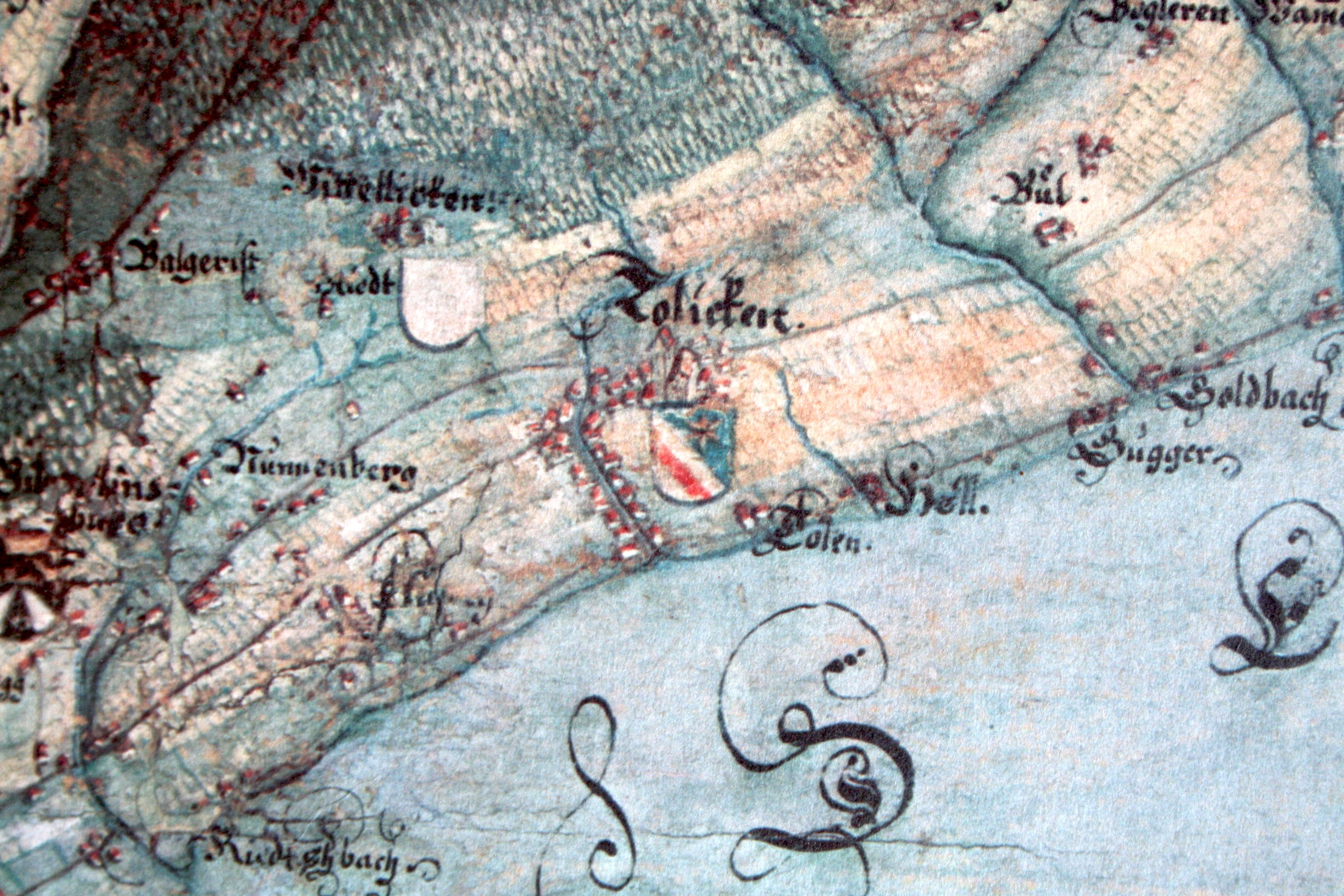
Gygerkarte, 1667
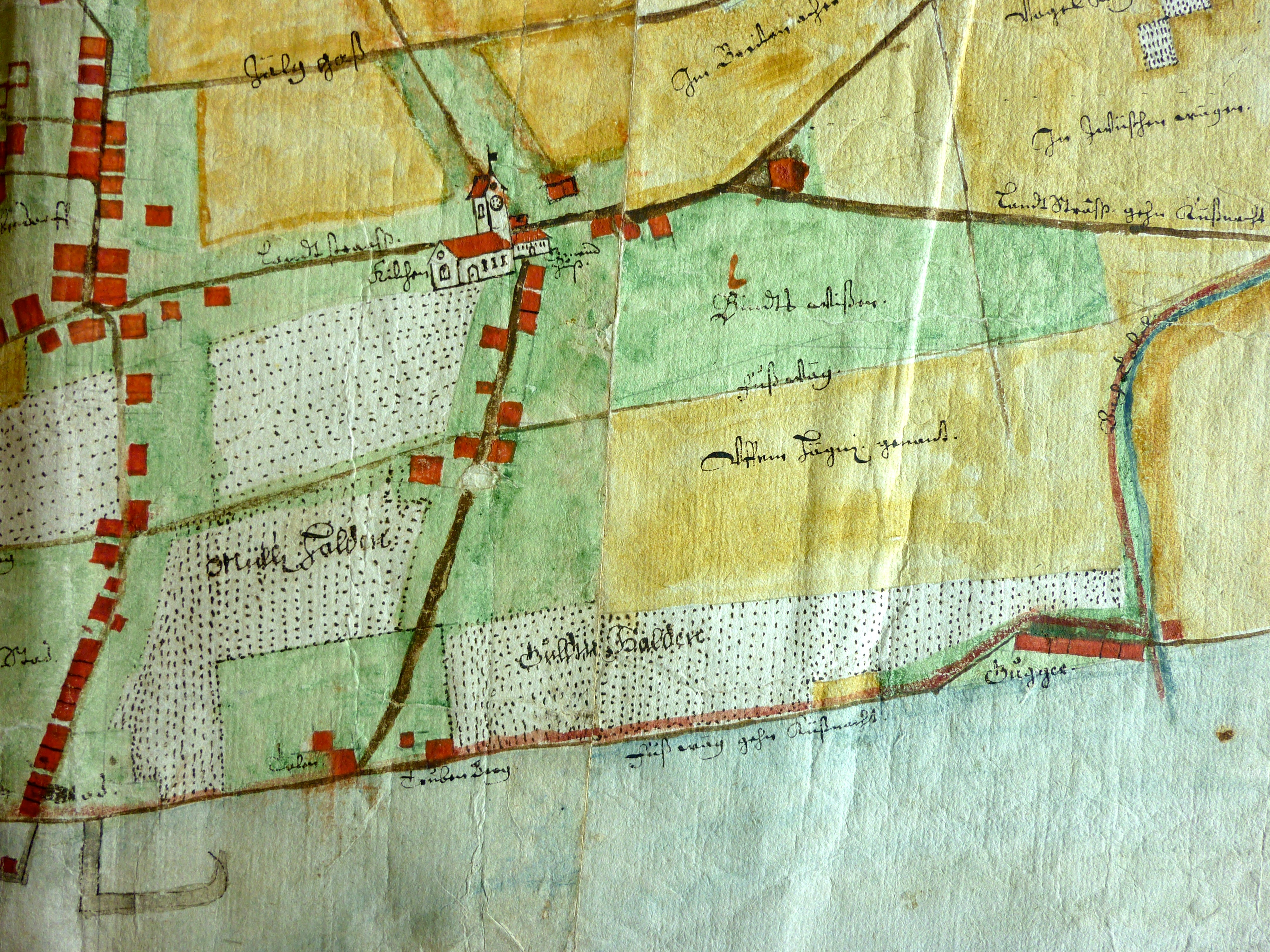
Zollikommer Bann, 1720